# جامعة سندرلاند
جامعة سندرلاند هي جامعةٌ بحثيةٌ عامةٌ تقع في سندرلاند في شمال شرق إنجلترا.

## خريجون بارزون
- ريتشارد بيلينجهام
- ستيف كرام
- كارل هاغن
- جولدي هارفي
- روس بيرسون
- توني سكوت
- أندرو سينجلتون

## روابط خارجية
- الموقع الرسمي